# Czyżyny (stacja kolejowa)
Czyżyny – zlikwidowana w 1973 roku a zamknięta w 1971 roku stacja kolejowa w Krakowie, w dzielnicy XIV Czyżyny, w województwie małopolskim. Została oddana do użytku w 1899 roku przez LKrK. Była częścią linii kolejowej nr 111 biegnącej z Krakowa do Mogiły oraz Kocmyrzowa (rozwidlenie było w miejscu obecnego Ronda Czyżyńskiego).
Dworzec oraz stacja były zlokalizowane w miejscu obecnej stacji benzynowej – pomiędzy aleją Jana Pawła II a pętlą autobusową w Czyżynach.